# Dammerstock

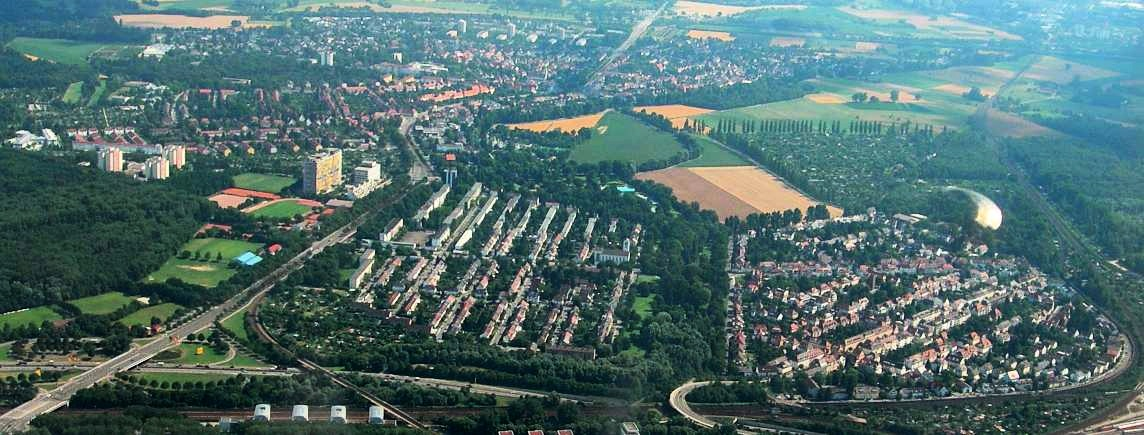
In der Mitte Dammerstock mit der konsequenten Zeilenbauweise.

Dammerstock ist eine Siedlung im Karlsruher Stadtteil Weiherfeld-Dammerstock im Süden der Stadt. Sie liegt an der Alb und hat einen Haltepunkt an der ältesten Überlandlinie des Karlsruher Stadtbahnnetzes, der Albtalbahn. Dammerstock ist eines der wichtigsten Zeugnisse für die Kunst des Neuen Bauens in Deutschland.

## 1928–1929 Neues Bauen

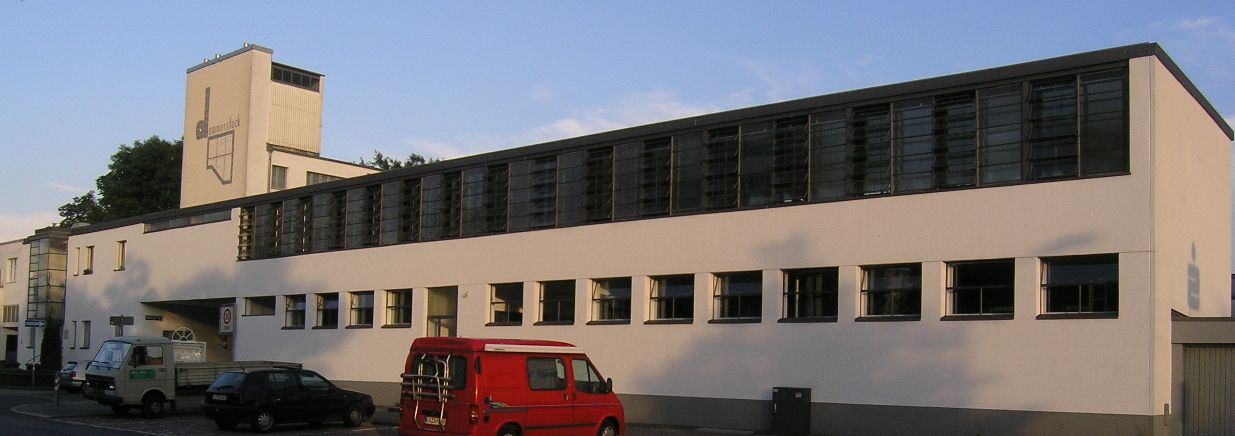
Waschhaus von Otto Haesler

1928 wurde von der Stadt Karlsruhe ein Wettbewerb zur Bebauung des stadteigenen südlichen Teils des Dammerstock-Geländes ausgeschrieben – mit der Vorgabe, das Baugelände bis Mitte des Jahres 1929 zu bebauen. Bei der Ausschreibung stand „der Gebrauchswert der Wohnungen für Familien aus mittleren und unteren Einkommensschichten“ im Vordergrund. Zu dem Wettbewerb wurden unter anderem Walter Gropius, Otto Haesler und Wilhelm Riphahn mit Caspar Maria Grod eingeladen. Auch das Preisgericht entsprach mit Architekten wie Ernst May, Ludwig Mies van der Rohe und Paul Schmitthenner der weit über die örtlichen Verhältnisse hinausreichenden Bedeutung der Ausschreibung.
Den ersten Preis erhielt der Entwurf von Walter Gropius, der kurz zuvor die Leitung des Bauhauses aufgegeben hatte, gefolgt von Otto Haesler. Gropius übernahm die Oberleitung für den ersten Bauabschnitt und hatte die Tätigkeiten der daran beteiligten Architekten – darunter auch Franz Roeckle –  zu koordinieren. Die wichtigste, von Gropius in allen Konsequenzen verwirklichte Planungsidee war die Zeilenbauweise. Anstelle der herkömmlichen Blockrandbebauung trat das Bauen in nord-süd-parallel gesetzten Reihen, deren Enden zur Mitte abwechselnd mit quergestellten Kopfbauten versehen sind. Ziel war eine optimale Besonnung – morgens Licht im Schlafzimmer, nachmittags in den Wohnräumen. Die Raumaufteilung war so gestaltet, dass auch bei großer Zahl an Bewohnern pro Wohnfläche noch eine subjektive Trennung der Funktionsbereiche möglich sein sollte.

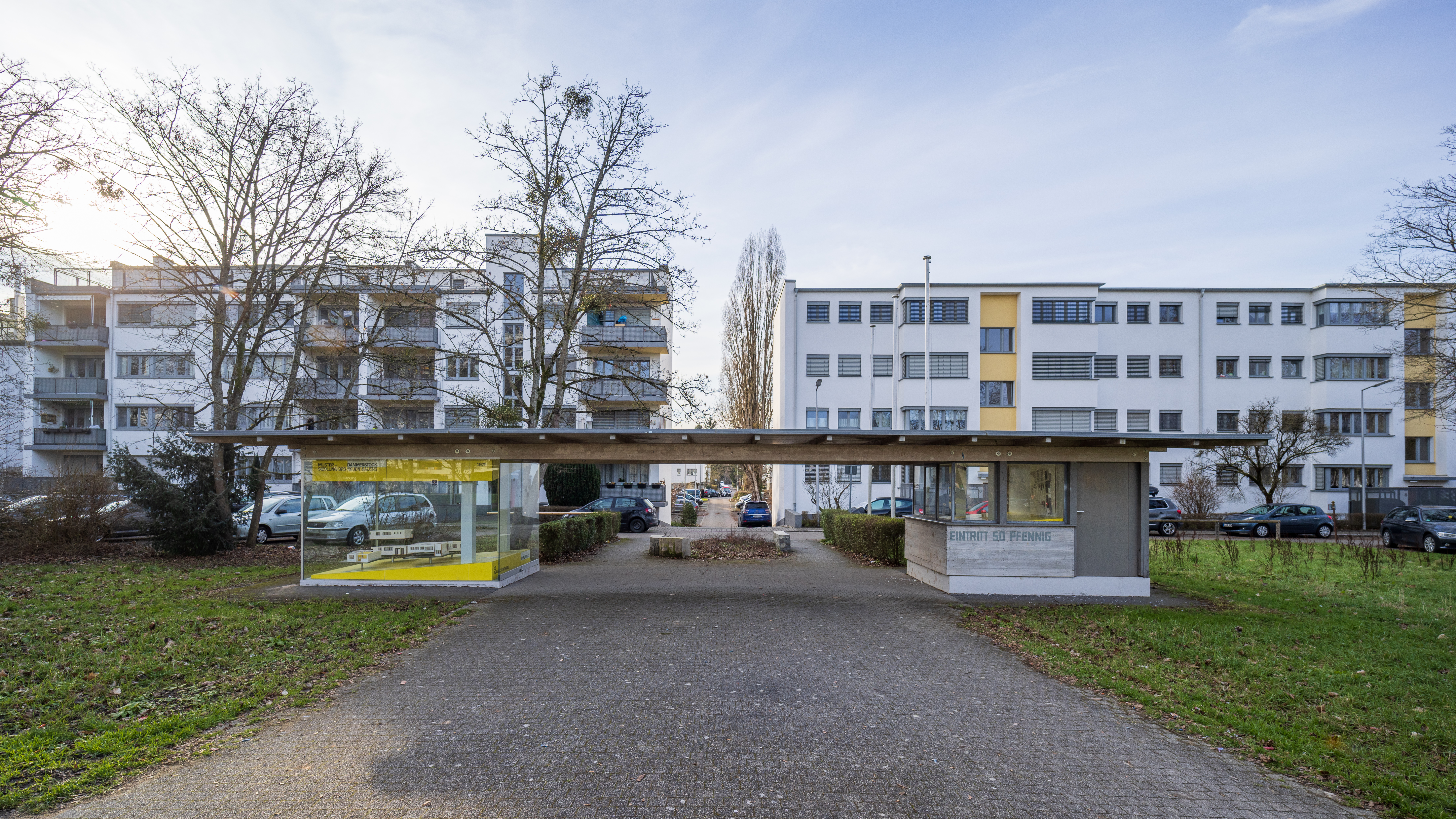
Portal 2009, rechts Originalpavillon von 1929

Die Einweihung der ersten 228 Wohnungen im Oktober 1929 begleitete eine Ausstellung Die Gebrauchswohnung. Die Gestaltung aller Werbemedien lag in den Händen von Kurt Schwitters.

## Ab 1934 Weiterbauen

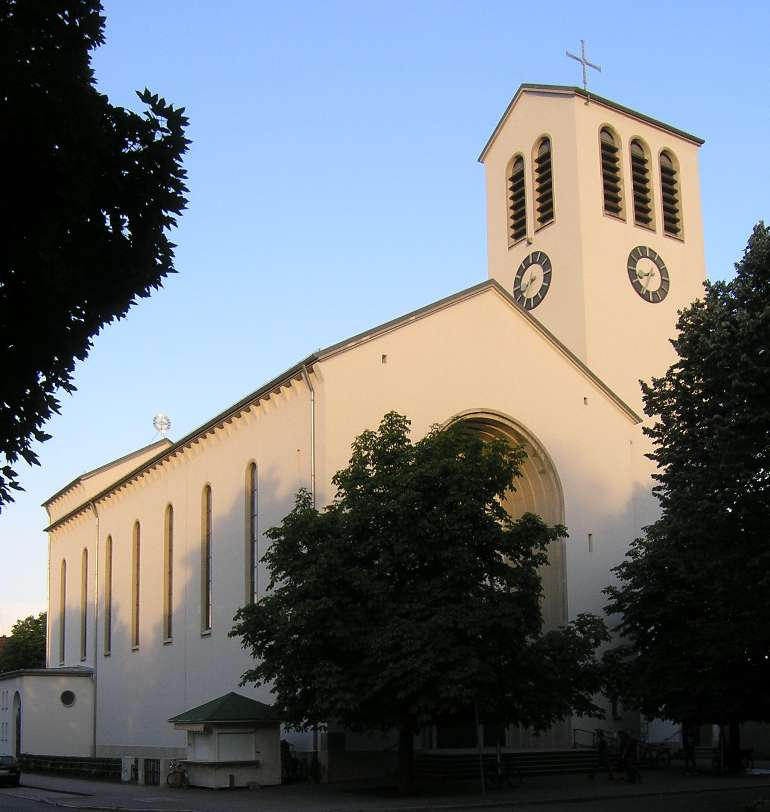
St.-Franziskus-Kirche (1938)

Die Siedlung, nach Adolf Behne das „konsequenteste Beispiel einer Siedlung im Zeilenbau“, wurde aufgrund der Weltwirtschaftskrise 1929 nicht wie geplant fertiggestellt. Nach der Machtergreifung durch die Nationalsozialisten, welche das Neue Bauen ablehnten, wurden ab 1934 weitere Häuser in Anlehnung an einen „Heimatstil“ erstellt. Die 1936–1938 nach Plänen von Fridolin Bosch und Anton Ohnmacht errichtete Franziskuskirche ist formal von der Stuttgarter Schule beeinflusst. Nach 1949 kamen Laubenganghäuser dazu, die wieder Elemente des Neuen Bauens aufnahmen.
Die Wohnsiedlung wurde im Volksmund anfänglich als „Jammerstock“ bespöttelt. In Anspielung auf die kleinen Wohneinheiten entstand der Witz, dass für die Bewohner des Dammerstocks spezielle Nachttöpfe angeboten würden, deren Henkel innen angebracht sind. Die Wohnungen waren dann meistens mit weniger Personen als vorgesehen belegt. Damit wurde der Anspruch für untere Einkommensschichten nicht erfüllt. Mit dieser Einschränkung gilt die Siedlung auch heute noch als attraktives Wohngebiet.